# 横南コミュー摂食嚥下研修会
横南コミュー摂食嚥下研修会（よこなんコミューせっしょくえんげけんしゅうかい）は、神奈川県横浜市で活動している多職種連携による摂食嚥下リハビリテーションを考える研修会である。

## 設立・名称の由来
本会は4人の管理栄養士によって設立された。設立動機は、2005年の栄養マネジメントの導入に伴い、高齢者福祉施設の管理栄養士の情報交換の場が必要である、として勉強会を始めたのが発祥である。
名称は、4名の勤務する介護施設が横浜市内の南地区（戸塚区・栄区・港南区）にある管理栄養士のコミュニケーションの場、の略称として「【横】浜【南】部の【コミュ】ニケーション」が現在の正式名称となった。当時は「研修会」ではなく「勉強会」と称していた。
一説には「コミュニティー」の略である、という説もある。
設立4名は「幹部」と呼ばれている。1名が定年退職したので、現在は3名の幹部により運営されている。

## 会則・ルール
本会は会則を持たず、最低限のルールのみで運営されている。基本的なルールは、
1. 参加は自由。登録も予約も不要。
2. 参加者にノルマを課さない。
3. 自由に発言することを許す。
4. 臨床での困りごとの相談窓口である。

といったところである。
運営のコンセプトとして「組織を越えた個と個のつながりを構築する」というものもある。実際に、ライバル関係にある法人のスタッフが本会内では友好的に連携している例もある。

## 活動の歴史
原則、毎月開催を目標としており、2019年（令和元年）6月で第121回の開催実績がある。
2007年からは鶴見大学歯学部の歯科医師も参加するようになり、多職種連携の基盤が創られはじめた。
2008年からは、開催場所を鶴見大学歯学部附属病院に移し、嚥下内視鏡検査による嚥下機能評価や食塊形成能の評価が加わるようになった。研修会における嚥下内視鏡検査の画像読影は、その後、本会のルーチン課題となった。
2014年（平成26年）には初の合宿による研修会も実施した（5月17日 - 18日）。合宿先は長野県伊那市で、伊那食品のサポートを受けて実施した（参加費用は各自実費負担）。

## 開催と参加
基本的に毎月開催している。固定した事務局を持たないので、開催のお知らせはホームページを通じて行っている。
会員制をとっていないので、研修会への参加登録や予約は不要。参加希望者は自身でホームページで日程を確認し、当日、会場受付で名前を登録して参加費を支払うだけのシステムである。これは「専門家を完全に自由な環境に置いたとき、何が起こるか」という社会実験的な意味合いがある。現在のところ、この試みは成功しているようである。